# Липовець Карпо Андрійович
Липовець Карпо Андрійович ( нар. 1888, Біленченківка — пом. 23 липня 1938, Полтава)  — старшина української армії.

## Біографія
Липовець Карпо Андрійович народився 1888 року в селі Біленченківка Гадяцького району Полтавської області в селянській родині. Українець.
Учасник Першої світової війни у складі 240-го піхотного Ваврського полку, поручик. 21 листопада 1915 року нагороджений Георгіївською зброєю (за бої 13—14 грудня 1914 року). Останнє звання у царській армії — підполковник.
Восени 1917 року був ініціатором виокремлення українців 60-ї піхотної дивізії в Український полк імені гетьмана Пилипа Орлика.
Бій у Катеринославі, 1917 рік
Другим військовим формуванням на яке спирались місцеві представники Центральної Ради був 134-й Феодосівський полк. Радянські комісари у своїх спогадах писали, що цей полк під впливом агітації офіцерів схилявся до підтримки української влади. Разом з гайдамацьким куренем Феодосійський полк нараховував близько 1500 багнетів, але навіть за такої чисельності враховуючи непідготовленість студентів навряд чи він був серйозною перепоною для більшовиків. Третім підрозділом, що мав відношення до військ Центральної Ради, як зазначалось був сердюцький полк імені Пилипа Орлика. Цей полк прибув з півночі. Цей полк був створений влітку 1917 року з вояків-українців 60-ї дивізії на Північному фронті. Переважали в полку українські кадри 240-го російського полку, а очолював його підполковник Липовець. Після Жовтневого перевороту у Петрограді більшовики значно посилили вплив у цьому полку. На чолі військової ради став українець — більшовик, який поступово почав демобілізовувати найкращі кадри. За таких обставин полк залишила значна кількість старшини. Підполковник Липовець втратив вплив на вояків полку, оскільки ті робили на нього замах. Незабаром майже повністю збільшовичений полк виїхав до Катеринослава.
За одними даними, розстріляний у липні 1919 року білими у Полтаві за відмову служити в Збройних Силах Півдня Росії.
За іншими даними, проживав у с. Біленченківка. Заарештований 5 січня 1938 року. Засуджений Особливою трійкою при УНКВС Полтавської області 7 квітня 1938 року за ст.ст. 54-2, 54-10 ч. 1, 54-11 КК УРСР до розстрілу. Вирок виконано 23 липня 1938 року у м. Полтава. Реабілітований Полтавським обласним судом 22 березня 1957 року.